# Oosterschelde (schip, 1918)
De Oosterschelde is een Nederlandse driemastschoener gebouwd in 1917/1918. Ze is het grootste gerestaureerde Nederlandse zeilschip, en de enige overgebleven Nederlandse driemasttopzeilschoener, waarvan er honderden waren in het begin van de 20e eeuw. Haar thuishaven is Rotterdam.
Om in haar onderhoud te voorzien wordt zij tegenwoordig ingezet voor bedrijfstochten, partijen en incentives. Daarnaast maakt zij reizen met gasten naar verschillende bestemmingen over heel de wereld, zoals bijvoorbeeld Spitsbergen in 1994.

## Geschiedenis
Als vrachtschip, met een laadvermogen van 400 ton, vervoerde ze hoofdzakelijk klei, stenen en hout, maar ook haring, graan, aardappelen, stro en bananen. In de jaren dertig van de 20e eeuw werd er een zwaardere dieselmotor geplaatst en werd de tuigage verkleind (waaronder de achtermast). In 1939 werd zij verkocht aan een Deense rederij, en omgedoopt tot Fuglen II. Onder deze naam werd ze een van de modernste schepen in de Deense vloot. In 1954 werd ze verkocht aan een Zweed, benoemd tot Sylvan en grondig verbouwd tot een moderne, gemotoriseerde coaster.
In 1988 werd zij teruggehaald naar Nederland. Ze was al die tijd goed onderhouden, maar haar terugbrengen in de originele staat bleek te duur om privé te doen. Er werd een stichting opgericht (Het Rotterdamse Zeilschip), die fondsen voor deze restauratie wierf, onder andere vanuit particulieren, bedrijven en instellingen. De restauratie duurde van 1990 tot 1992 en werd mogelijk gemaakt door de hulp van haar laatste Nederlandse kapitein, Jan Kramer, en drie maritieme musea, om de authenticiteit te waarborgen. Het schip is door het ministerie van OCW aangewezen als varend monument.
In 1996-1998 maakte zij een reis rond de wereld (route: Rode Zee, Indonesië, Hongkong, Japan, Australië, Nieuw-Zeeland, Kaap Hoorn, Antarctica, Azoren). Het schip maakte deel uit van een vloot van meest Nederlandse schepen die ter gelegenheid van de Olympische Zomerspelen afmeerde midden in Londen. Een nieuwe reis rond de wereld begon op 3 november 2012 en duurde tot mei 2014; het traject liep via Kaapverdië, Brazilië, Kaap De Goede Hoop, Mauritius, Kaap Leeuwin, Nieuw-Zeeland, Kaap Hoorn en Antarctica.

## Fotogalerij

Driemastschoener Oosterschelde
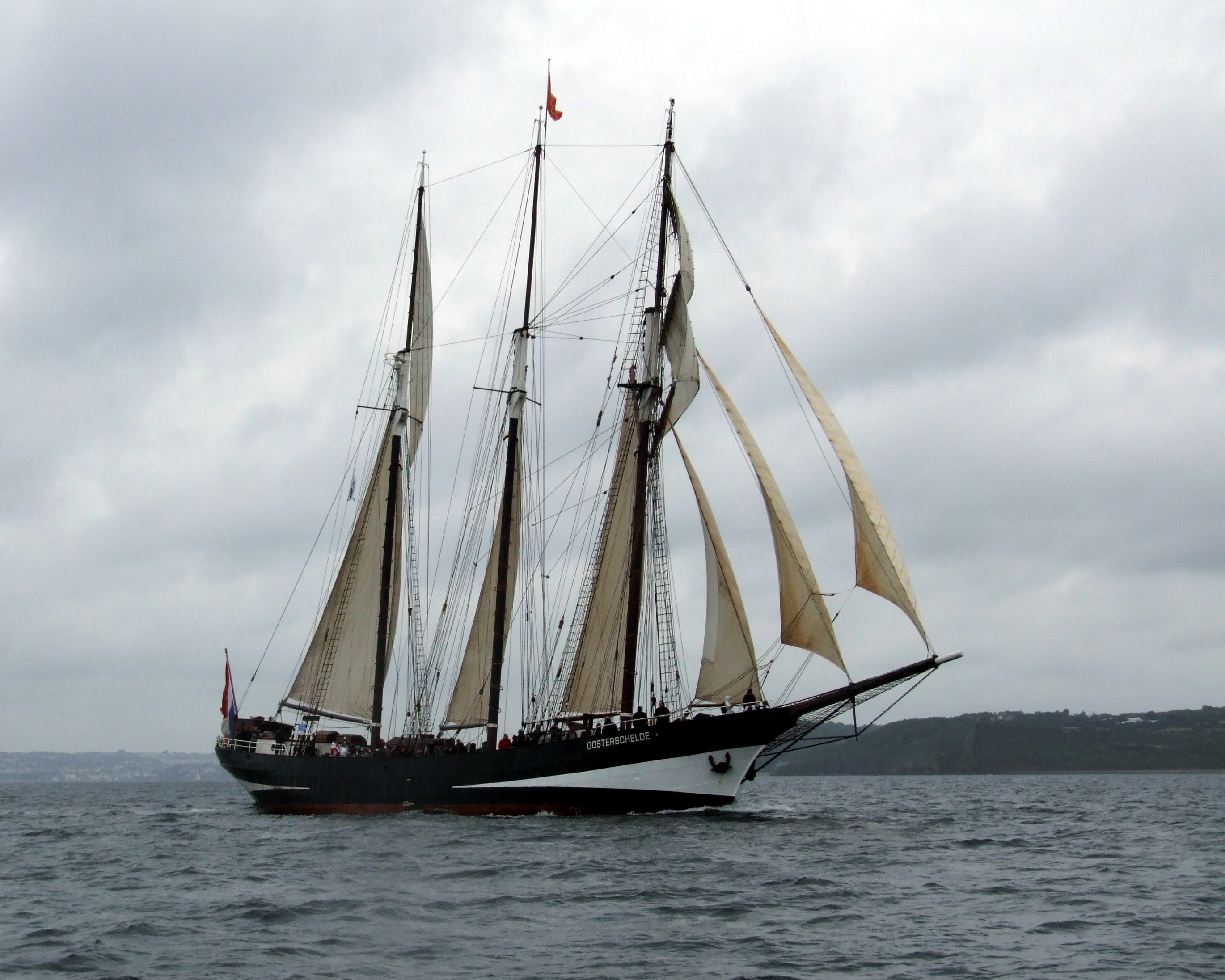
Oosterschelde voor de rede van Brest in 2012.
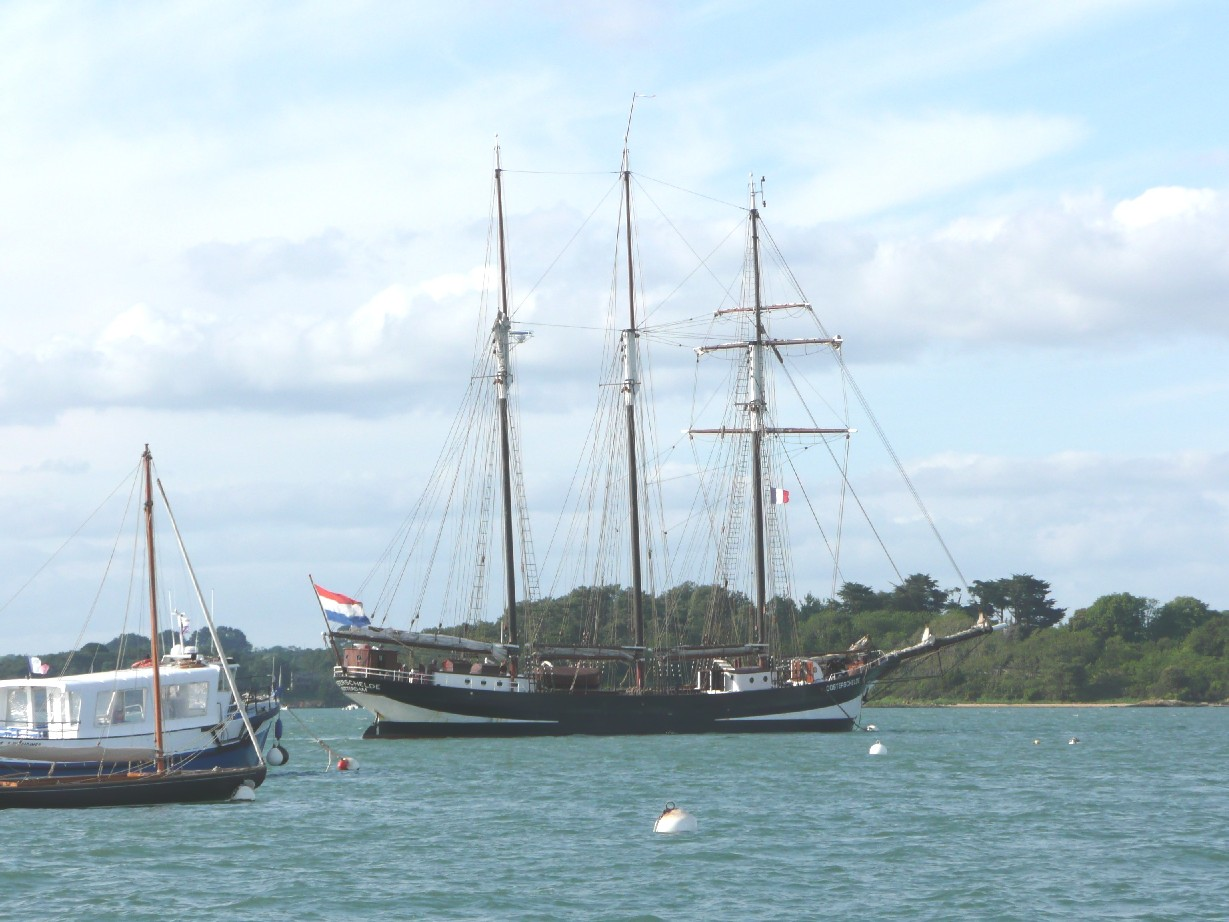
Oosterschelde in de Golf van Morbihan in 2007.
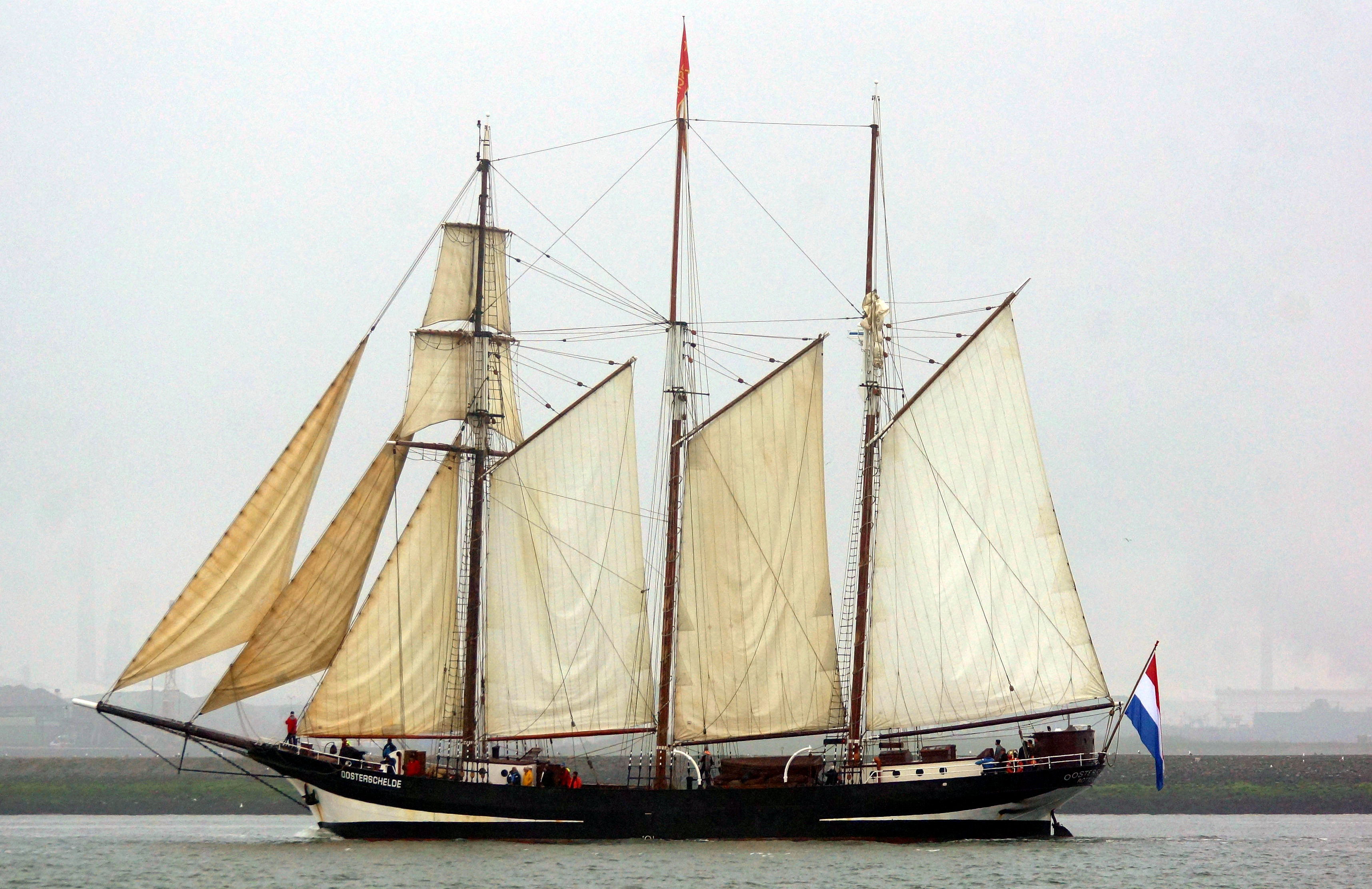
Tuigage van de Oosterschelde bij het binnenvaren van de Nieuwe Waterweg in 2014.
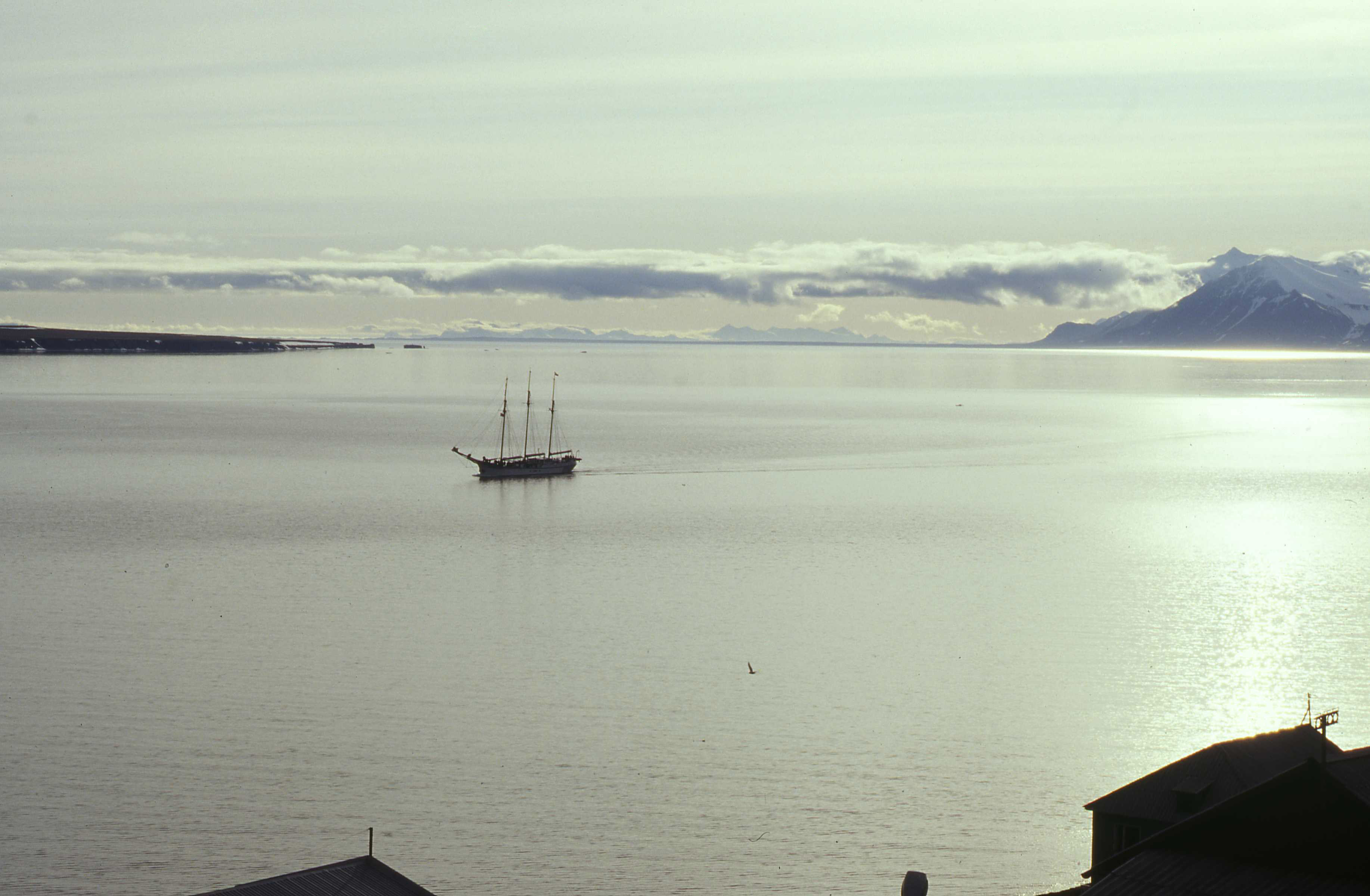
De Oosterschelde komt binnenvaren voor Barentszburg in 1994.
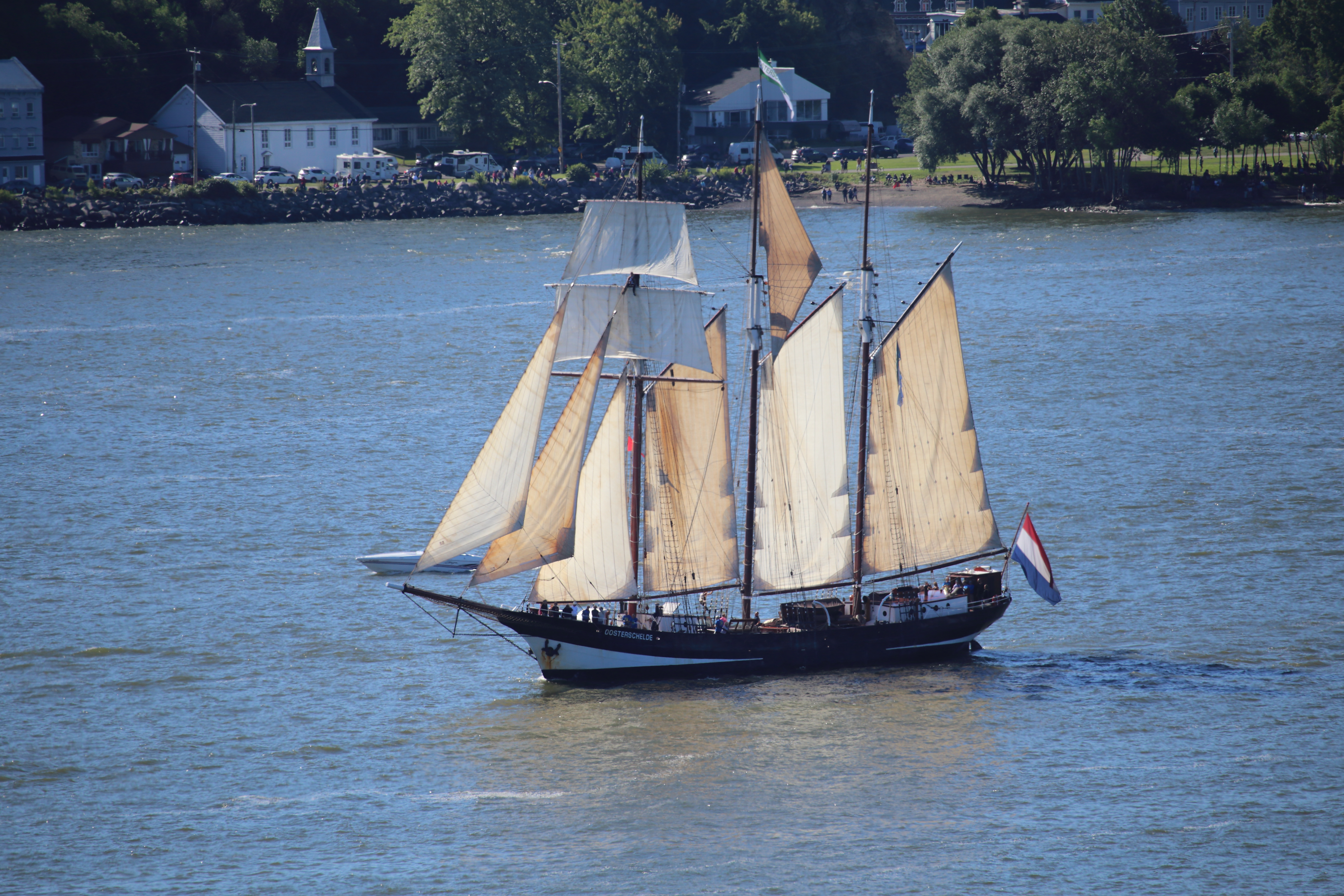
Oosterschelde in Quebec, Canada in 2017.
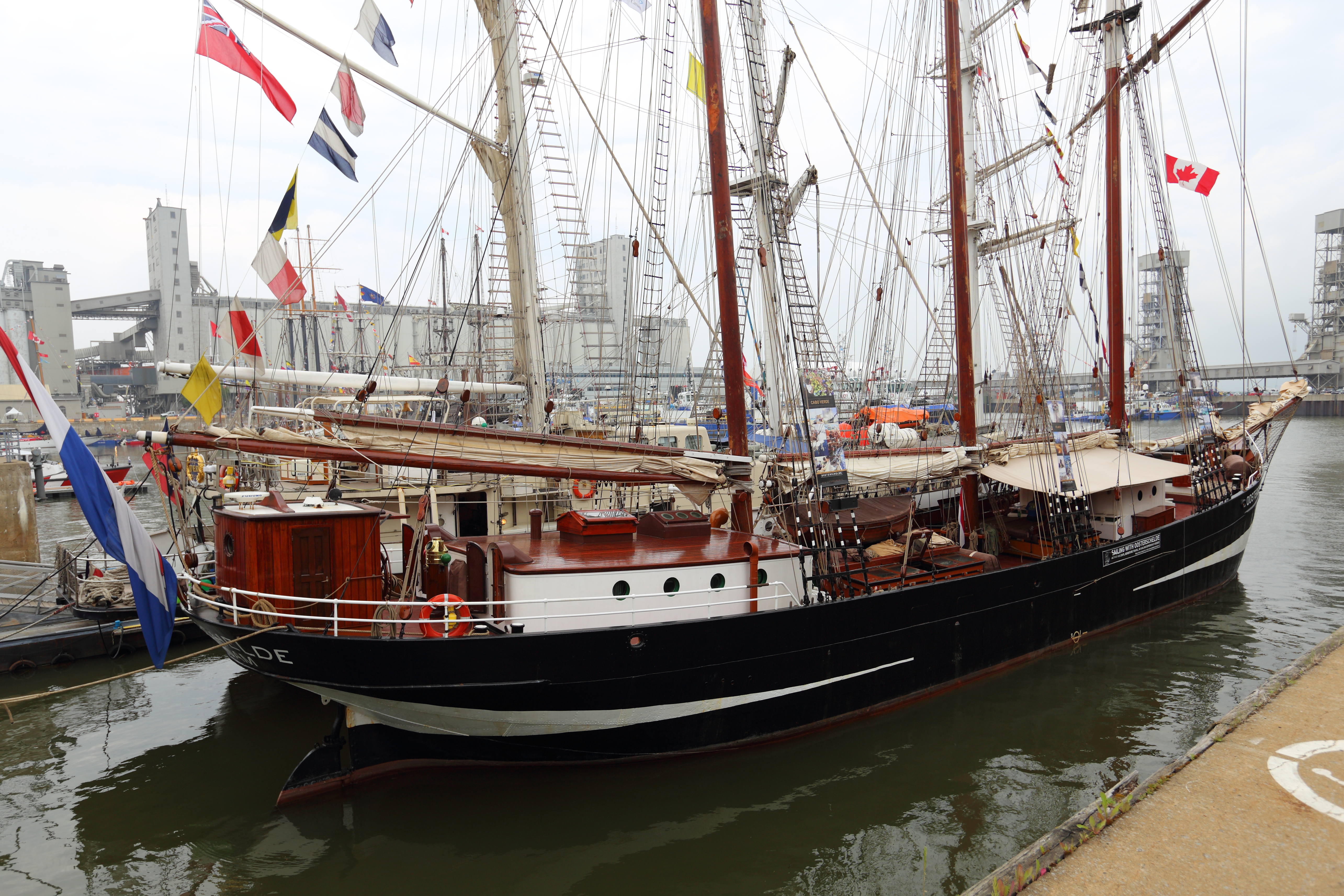
Achteraanzicht.
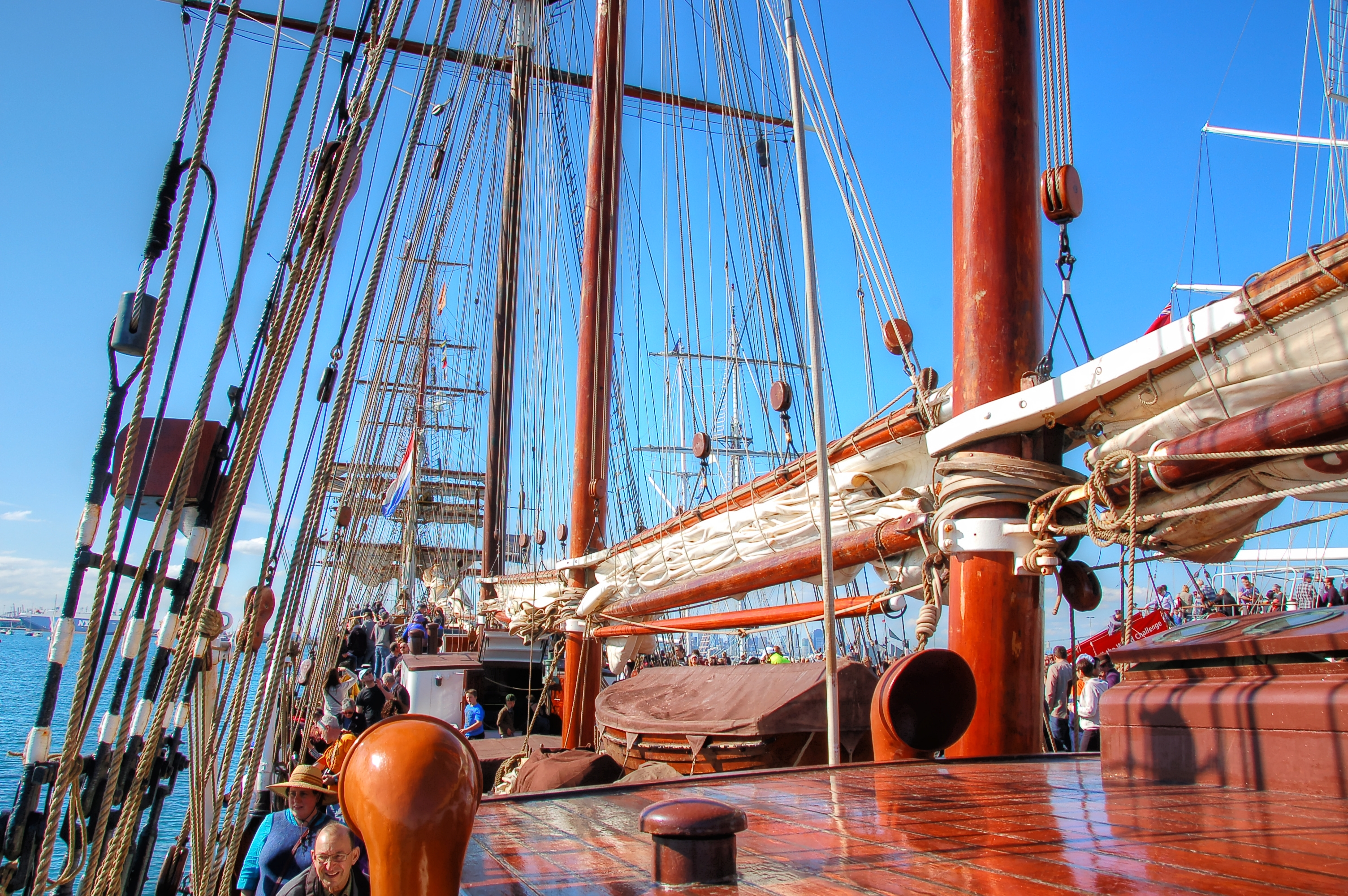
Zicht aan dek.